# Lake Worth (Texas)
Lake Worth ist eine Stadt im Tarrant County im US-Bundesstaat Texas in den Vereinigten Staaten. Die Stadt grenzt an den Lake Worth, einen beliebten Erholungssee im nordwestlichen Teil des Tarrant County, und ist nach diesem benannt. Das U.S. Census Bureau hat bei der Volkszählung 2020 eine Einwohnerzahl von 4.711 ermittelt.

## Demografie
Nach der Schätzung von 2019 leben in Richland Hills 4896 Menschen. Die Bevölkerung teilte sich im Jahr 2017 auf in 61,8 % Weiße, 0,9 % Afroamerikaner, 0,2 % amerikanische Ureinwohner, 0,4 % Ozeanier und 0,2 % mit zwei oder mehr Ethnizitäten. Hispanics oder Latinos aller Ethnien machten 34,5 % der Bevölkerung von Richland Hills aus. Das mittlere Haushaltseinkommen lag bei 55.081 US-Dollar und die Armutsquote bei 7,2 %.
| Jahr | Einwohner¹ |
| ---- | ---------- |
| 1950 | 2351       |
| 1960 | 3833       |
| 1970 | 4958       |
| 1980 | 4394       |
| 1990 | 4591       |
| 2000 | 4618       |
| 2010 | 4584       |
| 2020 | 4711       |

¹ 1950 – 2020: Volkszählungsergebnisse